# Wilhelmus Heda
Wilhelmus Heda (ca.1460, Alphen aan den Rijn - 3 november 1525) was geschiedschrijver te Utrecht.
Heda studeerde kerkelijk en wereldlijk recht. Vervolgens werd hij secretaris van Maximiliaan van Oostenrijk.
Wanneer hij tot priester werd gewijd is onbekend. In 1496 verkreeg hij een prebende. Hij werd pastoor te Hoogvliet en deken van Bergen op Zoom. Vervolgens werd hij rector aan de St. Jacobuskerk te Utrecht en in 1509 deken van de St. Johanneskerk in dezelfde stad. Zijn hoogste functie was die van proost van de St. Walburgiskerk te Arnhem.
Hij werd kanunnik van Utrecht. In 1514 verhuisde hij naar Antwerpen omdat hij kanunnik van de Onze-Lieve-Vrouwe-Kerk aldaar was geworden.
Hij is de auteur van het handschrift Historia episcoporum Ultraiectensium (1521). De eerste druk werd pas in 1612 gepubliceerd in Franeker onder redactie van Fumerius. De tweede uitgave onder redactie van Buchelius verscheen in 1643 in Utrecht.